# Fairfield megye (Ohio)
Fairfield megye az Amerikai Egyesült Államokban, azon belül Ohio államban található. Megyeszékhelye és legnagyobb városa Lancaster. Lakosainak száma 158 921 fő (2020. április 1.). Fairfield megye Licking, Perry, Hocking, Pickaway és Franklin megyékkel határos.

## Népesség
A megye népességének változása:
| Lakosok száma | 146 401 | 147 328 | 147 509 | 148 867 | 151 408 | 158 921 |
|               | 2010    | 2011    | 2012    | 2013    | 2015    | 2020    |